# Halictus farquhari
Halictus farquhari är en biart som beskrevs av Cockerell 1920. Halictus farquhari ingår i släktet bandbin, och familjen vägbin. Inga underarter finns listade i Catalogue of Life.